# Принц Мустафа (син Мехмета II)
Принц Мустафа (тур. Şehzade Mustafa 1450 — 1473) је био други син Султана Мехмеда Освајача и Гулшах Хатун.
Принц Мустафа је био у веома добрим односима са великим везиром Вели Махмуд пашом, међутим оно што код њега није ваљало било је то што је био женскарош, скоро свако вече би био сам са различитим женама. Чак се причало да је силовао жену великог везира, Гедик Ахмед-паше. Његов отац Султан Мехмед II у Мустафи је видео свог наследника, што је јако шкодило Мустафином полубрату Бајазиду иако је Бајазит био старији од Мустафе. Не зна се да ли је умро природном смрћу или је отрован, такође се не зна ни његов тачан датум рођења али познато је да се родио пре Мехмедовог ступања не престол.. Постоје историчари који су утврдили да је погубљен по наређењу свог оца јер је силовао жену великог везира Гедик Ахмед-паше.
Имао је три кћери
- султанија Ферахшад (1467-?); удата 1481. године за принца Абдулаха. Са њим је имала:
- султанија Нергисшах; удата за принца Ахмеда.
- султанија Хани (1468-1530)